# 6911 Nancygreen
6911 Nancygreen è un asteroide della fascia principale. Scoperto nel 1991, presenta un'orbita caratterizzata da un semiasse maggiore pari a 1,9317196 UA e da un'eccentricità di 0,0900429, inclinata di 22,90132° rispetto all'eclittica.